# Thunderbolt (polnische Band)
Thunderbolt war eine polnische Black-Metal-Band, die in den 1990er Jahren zur NSBM-Szene in Polen gezählt wurde.

## Geschichte
Die Band wurde 1993 von Paimon gegründet, brachte aber erst 1996 ihr erstes Demo namens Beyond Christianity heraus, dieses wurde später als Split-MC mit dem Demo North der polnischen Band Kataxu neu aufgelegt, zu der ein gutes Verhältnis besteht; Paimon lernte Piaty 1994 kennen und zählt ihn zu seinen besten und loyalsten Freunden. Nach dem Demo gab Paimon die Position am Schlagzeug auf, da er kein eigenes hatte und lieber mit talentierteren und erfahreneren Schlagzeugern arbeiten wollte. Später erschien eine EP namens Dark Clouds over Black Majesty, welche als Split mit Kataxus Roots Thunder wiederveröffentlicht wurde. Nach den Aufnahmen zu Dark Clouds over Black Majesty wurden Paimon und der damalige Bassist Galan Dracos wegen Verdachts auf versuchte Kirchenbrandstiftung verhaftet. Thunderbolts Schlagzeuger Uldor erhielt eine Haftstrafe von vier Jahren und wurde außerdem des Mordes an einem Obdachlosen verdächtigt. Cezar, der Hauptschuldige im Mordfall, wurde zu 25 Jahren Haft verurteilt.
2001 erschien das Debüt The Sons of the Darkness über das Rechtsrock-Label Resistance Records, welches überwiegend positive Kritiken erhielt. Es markiert den Weg weg von den düsteren und sehr atmosphärischen Erstwerken der Band hin zu einem technischeren Stil der Band, allerdings werden hier noch Keyboards verwendet, welche auf späteren Alben nicht mehr vorhanden sind. Im gleichen Jahr gründete Keyboarder Jacek Melnicki mit anderen Musikern die Band Riverside.
2003 und 2004 folgten die Alben The Burning Deed of Deceit und Inhuman Ritual Massmurder, welche zwar ebenfalls gute Kritiken erhielten, aber von den Fans der alten Stücke eher negativ aufgefasst wurden. 2007 erschien das letzte Album Apocalyptic Doom, nach welchem sich die Band auflöste, da Paimon nach Norwegen auswanderte, dort ist er inzwischen unter dem Namen Skyggen bei Gorgoroth aktiv.

## Ideologie
In den ersten Jahren vertraten die Mitglieder heidnische Positionen. Ab dem Debütalbum wurden die heidnischen Ansichten zugunsten des im Black Metal üblichen Satanismus gestrichen, wobei Paimon behauptet, Thunderbolt sei von Anfang an eine satanische Band gewesen. Die Mitglieder vertraten in ihren Anfangstagen außerdem rechtsradikale Positionen, weswegen die Band zum National Socialist Black Metal zugeordnet wurde; auf dem Demo und dessen Split-Wiederveröffentlichung erklärte die Band: „Jews, niggers, arabs and other bastards can fuck off!!!“. Die Band stand zeitweilig auch bei Darker Than Black Records aus Deutschland unter Vertrag. Aufgrund der Meinung Adolf Hitlers zu den Slawen erklärte Paimon, er sei sich dieser bewusst, und Kritiker wüssten nichts über die polnische NSBM-Szene. Einige Mitglieder waren bzw. sind zudem in weitere NSBM-Gruppen involviert, zum Beispiel Paimon mit Piaty von Kataxu bei Swastyka/Sunwheel. Die Band war außerdem in der Pagan Front. Um die Jahrtausendwende wandten sie sich offiziell davon ab; Paimon erklärte, Musik und Politik nicht mehr miteinander vermischen oder über seine eigenen politischen Ansichten sprechen zu wollen. Die Aussage auf dem Demo sei die Idee von Rob Darken von Graveland gewesen, der die Kassette über Eastclan veröffentlichte. Der NSBM sei zum Trend verkommen.
Die NSBM-Verstrickungen erklärte Paimon damit, dass die Band sich 1993 von den zahlreichen „Trend-Idioten“ abgrenzen wollte und Bands wie Graveland und Infernum deutlich extremer, wahrhaftiger und elitärer gewesen seien. Außerdem sei dies die einzige Szene in ihrem Umfeld und die Band nicht in politische Dinge involviert gewesen. Wegen der zunehmenden politischen Ausrichtung habe die Band die NSBM-Szene verlassen. Die Band sei bloß stark antichristlich, sich selbst bezeichnete Paimon als selbstgenügsamen Individualisten, da er den Pfaden folge, die ihm richtig erscheinen. Er unterstütze jede Form politischen Terrors gegen Menschen, ob Nationalsozialismus, Kommunismus oder andere Formen. Den Satanismus der Band grenzt er von der Teufelsanbetung und „dieser Christentum genannten hebräischen Scheiße“ ab; er drehe sich um ewige spirituelle und körperliche Entwicklung, individuelles Denken, bewusste Lebensphilosophie und Respekt vor der Natur. Er habe Respekt vor seiner ursprünglichen, durch die Christen zerstörten Kultur, sehe sich selbst aber nicht als Heiden. Allerdings äußerte er, auf die Band Blasphemy und ihren afrokanadischen Gitarristen angesprochen, nach wie vor die Ansicht, guter Black Metal könne nur von Weißen gemacht werden, und unterstellt Leuten, die über polnischen NSBM lachen, nichts über die dortige Szene zu wissen. Auch beschwert er sich, 80 Prozent der Weißen würden sich nicht um ihre „rassische Identität“ kümmern und seien nur „Scheiße in Menschenhaut“; viele weiße „Schlampen“ würden mit „Niggern“ ins Bett gehen und dies heutzutage als normal angesehen werden. Laut Unheilige Allianzen soll er außerdem 2004 in Arnhem mit einem Keltenkreuz-T-Shirt aufgetreten sein, nachdem er im Vorfeld der damaligen Tournee verkündet habe, nichts mehr mit der NSBM-Szene zu tun zu haben.

## Diskografie
- 1996: Beyond Christianity (Demo; 1997 als Split mit Kataxu)
- 1999: Black Clouds over Dark Majesty (EP; 2001 als Split mit Kataxu)
- 2001: The Sons of the Darkness (Resistance Records, Art of Propaganda)
- 2003: The Burning Deed of Deceit (ISO666)
- 2004: Inhuman Ritual Massmurder (Agonia Records)
- 2007: Apocalyptic Doom (Agonia Records)